# Неправдичи
Неправдичи (на сръбски: Неправдићи) е село в Босна и Херцеговина, разположено в община Соколац, в ентитета на Република Сръбска. Намира се на 1020 метра надморска височина. Населението му според преброяването през 2013 г. е 9 души, от тях: 9 (100 %) сърби.

## Население
Численост на населението според преброяванията през годините:
- 1961 – 105 души
- 1971 – 43 души
- 1981 – 30 души
- 1991 – 23 души
- 2013 – 9 души